# Andacollo
Andacollo ist ein Wallfahrtsort im südamerikanischen Anden-Staat Chile, ca. 50 km südöstlich von La Serena / Coquimbo auf einer Höhe von 1053 m über dem Meeresspiegel gelegen. Er gehört zur Región de Coquimbo (Region IV), Provinz Elqui. Die Einwohnerzahl beträgt 10.288 (Stand 2002). Das Wort Andacollo kommt aus dem Quechua „anta-colla“, welches „Königin des Kupfers“ bedeutet.

## Der Wallfahrtsort
In Andacollo wird das Bild der Virgen del Rosario de Andacollo (Jungfrau vom Rosenkranz von Andacollo) verehrt. Vor einer Madonnenstatue von 1676 tragen die Gläubigen der Muttergottes ihre Fürbitten vor. Zweimal im Jahr kommen Abertausende von Pilgern anlässlich der beiden Wallfahrten, der Fiesta Chica und der Fiesta Grande.

### Geschichte der Stadt Andacollo

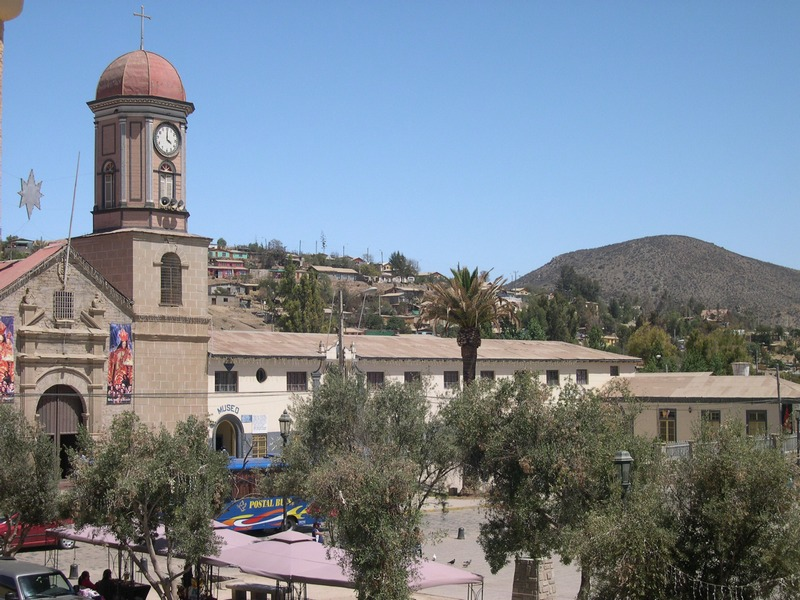
Blick auf Andacollo

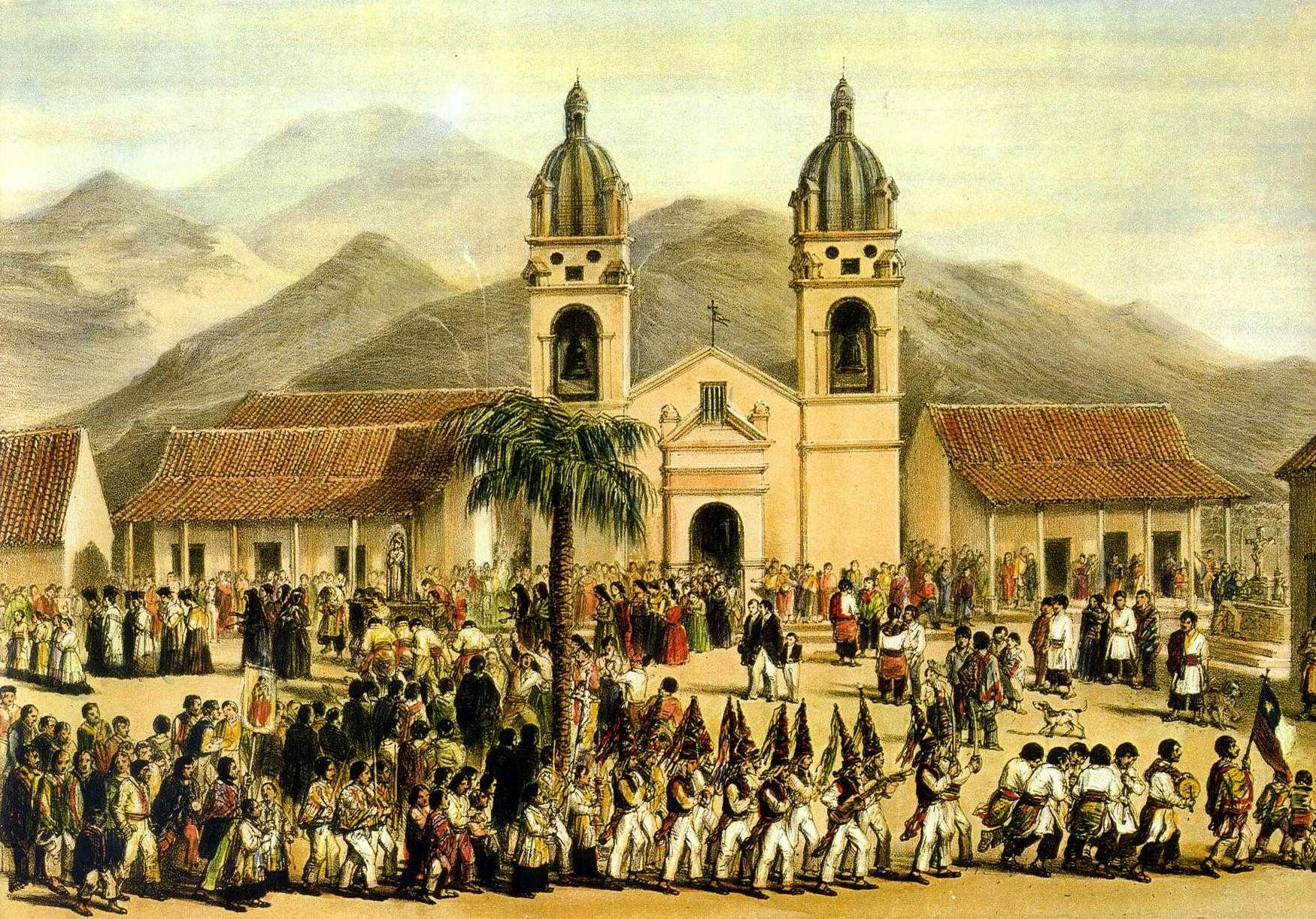
Historische Ansicht von Andacollo (mit Tänzern), 1838.

Die Geschichte Andacollos ist die seiner Jungfrau und seiner Kupfer- und Goldvorkommen. Der Ort bestand schon vor der Ankunft der Conquistadoren. Seit Mitte des 15. Jahrhunderts beuteten die Inkas die Bodenschätze der Zone Coquimbo, Andacollo und Marga Marga aus. Auf Befehl Pedro de Valdivias gründete der Hauptmann Juan Bohón die Stadt La Serena im Jahre 1544. Vier Jahre später erhoben sich die Indianer von Copiapó, zerstörten La Serena und töteten alle Spanier bis auf zwei. Hauptmann Francisco de Aguirre baute die Stadt wieder auf und eroberte die benachbarten Täler.

### Der Fund des Gnadenbildes der Jungfrau von Andacollo
Die älteste schriftliche Fassung der Überlieferung des Ereignisses ist die des Priesters Juan Ramón Ramírez. Demnach suchte ein indianischer Bergmann in Begleitung einiger Angehöriger im Gebirge nach Feuerholz. Als er ein großes Holzstück zur Seite zog, erschien halbversteckt eine kleine, kaum bearbeitete Statue aus Holz mit dunkler Hautfarbe und lieblichem Antlitz.
Eine andere Tradition schmückt den Fund in einer Ätiologie des Ortsnamens aus:
„In jener Nacht hatte ein alter Indianer namens Collo einen schweren Traum, wie man ihn hat, wenn man den ganzen Tag ohne Pause im Schürffeld seines Herrn arbeitet. Er bemerkte, dass der Stollen langsam heller wurde und dass das Licht an Intensität zunahm. Der hellste Punkt in jener Lichterscheinung veränderte sich und nahm eine feste Form an, so dass er allmählich wie ein schwebender Gegenstand aussah, eine greifbare Sache. Daraufhin hörte der Indianer klar und deutlich eine verschwommene, jedoch verständliche Stimme: „Es existiert ein großer Reichtum nur wenige Schritte von dir entfernt; suche zwischen den höchsten Felsen, die sich in der Ebene befinden, die sich über deinem Haupt ausdehnt. Anda, collo!“ (zu deutsch: Geh, Collo!) Die Stimme verschwand und das Licht erlosch. In der kommenden Nacht erschien die Vision erneut, und dieselbe Stimme sprach: „Die Reichtümer werden deine sein: Anda, anda, Collo!“ Aufs äußerste besorgt berichtete er seinem Herrn, was er gehört und gesehen hatte. Anders als der Einheimische war der Spanier jedoch keineswegs von dem Wunderbaren ergriffen, das sich ereignet hatte, sondern hörte die Botschaft nur als Versprechen schnellen Reichtums. Seinem Knecht sagte er: „Geh und entdecke diesen Schatz, aber wenn du mit leeren Händen wiederkommst, muss ich dir die Ohren abschneiden“. Collo ging also los. Kurze Zeit später kam er zurück und trug in seinen Armen die hölzerne Büste einer grobgeschnitzten Jungfrau.“
Dieses ist also gemäß der Tradition der Ursprung der Verehrung der Jungfrau von Andacollo.

### Das Bild der Jungfrau von Andacollo

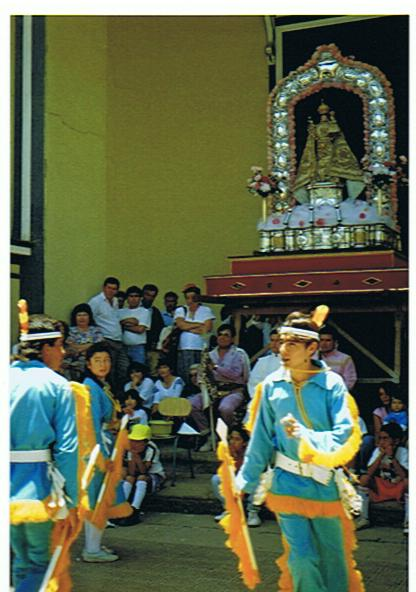
Bildnis der Jungfrau von Andacollo

Die ursprüngliche Darstellung der Jungfrau, die in den ersten Berichten erwähnt wird, ist nicht die, die man heute in Andacollo sehen kann. Sie verschwand unter ungeklärten Umständen. Die nach dem Fund gebaute Kapelle wurde daraufhin stattdessen dem Erzengel Michael geweiht.
Doch dann sammelte Bernardino Álvarez de Tobar, von 1668 bis 1706 Pfarrer von Andacollo, für eine Marienfigur. 24 Pesos kamen zusammen. Zu Beginn des Jahres 1676 traf das in Lima bestellte Heiligenbild in Andacollo ein. Am ersten Sonntag im Oktober 1676 wurde die Jungfrau von Andacollo geweiht.

### Kirchen
Abgesehen von der einfachen Hütte, die die erste Figur beschirmte, führte die Marienverehrung zum Bau von vier Kirchen in Andacollo:
- Ende des 16. Jahrhunderts errichtete Pfarrer Juan Gaytán de Mendoza eine Kapelle.[6]
- Nach der Aufstellung des zweiten Heiligenbildes im Jahre 1676 errichtete Pfarrer Bernardino Álvarez de Tobar eine Kirche.
- Eine dritte, größere Kirche entstand auf Initiative von Manuel de Alday y Axpée, von 1753 bis 1788 Bischof von Santiago.
- Die heutige, große Basilika, die am 25. Dezember 1893 eingeweiht wurde, ist das Werk von Bischof José Manuel Orrego Pizarro von La Serena und seines Nachfolgers Florencio Fontecilla Sánchez. Die Pläne entwarf der italienische Architekt Eusebio Chelli.[7]

### Wunder und Gnadenerweise der Jungfrau von Andacollo
Die Wunder der Jungfrau von Andacollo sind in ganz Chile und im benachbarten Ausland bekannt. In Chile sagt man: „Würde man alle durch die Jungfrau von Andacollo und das Jesuskind von Sotaqui gewährten Gnaden aufschreiben, würde das ein ganzes Buch füllen.“ Schon im Jahre 1748 schreibt ein Chronist anlässlich eines Besuches von Manuel de Alday y Axpée, Bischof von Santiago: „Diese erhabene Jungfrau rechtfertigt ihren edlen Beistand und das Vertrauen, das man in sie setzt, durch bemerkenswerte, häufige Wunder.“ Juan Ramón Ramírez berichtet von einer Frau namens Rosa Galleguillos widerfahrene Wunder, das sich am 26. Dezember 1860 ereignete, als die bis dato gelähmte Frau vor zahlreichen Zeugen ihre Krücken wegwarf und festen Schrittes bei der Prozession zu Ehren der Jungfrau von Andacollo mitging. Im Jahr 1871 erlitt Andacollo die Geißel der Pocken, die in wenigen Tagen mehr als 30 Opfer forderte. Das Volk bat den Pfarrer, das Andachtsbild der Jungfrau durch die Straßen von Andacollo zu tragen. So geschah es, und die Pest hörte auf.
In den Zeitschriften „Estrella de Andacollo“, gegründet 1906, und in „Nuestra Señora de Andacollo“, gegründet 1921, werden viele Marienwunder an Gläubigen und Tänzern geschildert.

### Die Tänze

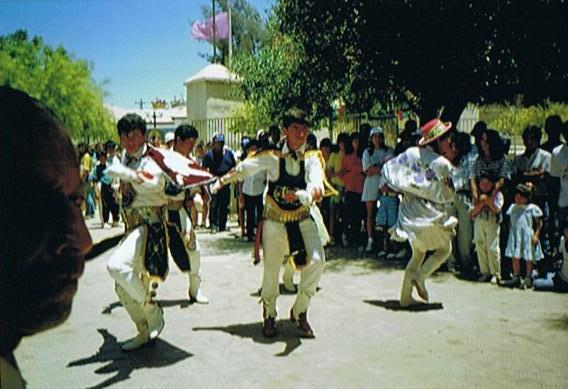
Tänze zu Ehren der Jungfrau von Andacollo

Die Tänze, die während dreier Tage (24., 25., 26. Dezember) in Andacollo vorgeführt werden, sind die größte Attraktion des Festes. Es gibt drei Arten von Tänzen: „chinos“, „turbantes“ und „danzantes“.
Der alte Tanz „chino“ von Andacollo ist ohne Zweifel der exotischste und interessanteste. Bergleute stellen tanzend die Indigenen dar, welche die Jungfrau verehren. Seine seltsame und wilde Choreografie ist ohne Parallele unter europäischen Volkstänzen. Der Tanz beginnt mit einer Abfolge athletischer Sprünge aus der Hockstellung heraus. Die Tänzer springen zuerst auf dem einen, dann auf dem anderen Bein. Man sieht sie in schnellem Wechsel mal hoch in der Luft, mal gebückt auf dem Boden. Sie tanzen Stunden und Stunden ohne Rast, sie halten nicht einmal an, um zu trinken, denn die Jungfrau verleiht ihnen die nötigen Kräfte.
Die Tänzer kleiden sich in einer der Farben der Gebirge in Chiles Norden: braun, schwefelgelb, violett oder rosa. Den Rücken bedecken große fantasievoll gestaltete Tücher. Ins Hemd eingestickt sind ein „Viva la Virgen“ („Es lebe die Jungfrau!“), der Name des Tänzers, Vögel oder Blumen. Der breite Gürtel ist geschmückt mit blauen, grünen und roten Perlen; daran hängen Lederstücke mit kleinen Spiegeln und Steinchen in leuchtenden Farben. Die Hosen sind mit Spitzen und Pailletten verziert. Die ältesten Tänzer kleiden sich in Röcke und Hosen aus Samt. Einige Tänzer tragen Hauben oder bestickte Mützen.
Die Tänzer treten nicht nur in Andacollo selbst auf, sondern im Rahmen des Verbandes Cacicado General de Bailes Religiosos de Andacollo (deutsch: Generaldirektion der religiösen Tänze von Andacollo) auch bei jährlich 15 bis 20 Patronatsfesten in benachbarten Pfarreien.

## Tourismus
Neben der Hauptattraktion, der Wallfahrtskirche, sind kleine Goldwäschereien in der Nähe der Stadt ein gern besuchtes Touristenziel.
Das Monumento Natural Pichasca befindet sich 20 km südöstlich von Andacollo. Hier gibt es versteinerte Pflanzen, die rund 70 Millionen Jahre alt sind. Daneben existieren Funde menschlicher Besiedlung, die etwa 10.000 Jahre alt sind.